# Basler Verkehrs-Betriebe
Die Basler Verkehrs-Betriebe (BVB) sind das Verkehrsunternehmen des Kantons Basel-Stadt. Sie betreiben das Basler Tramnetz (zusammen mit der Baselland Transport AG) sowie den städtischen Autobusverkehr. Zudem waren sie auch für den 2008 eingestellten Trolleybus Basel zuständig. Seit dem 1. Januar 2006 sind die BVB als öffentlich-rechtliches Unternehmen selbstständig und sind nicht mehr Teil der Kantonsverwaltung.

## Geschichte

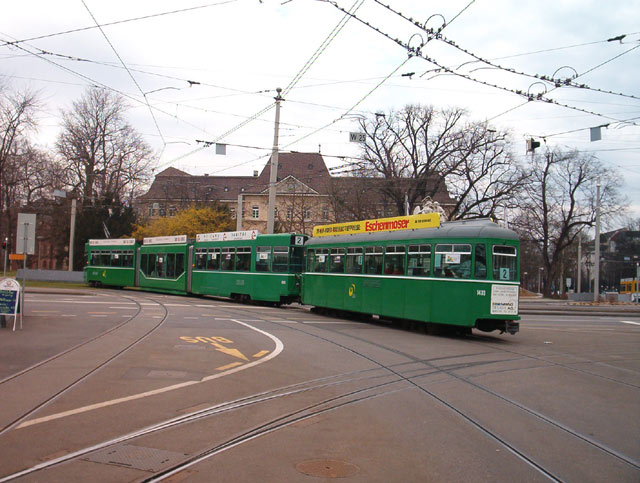
BVB-Tram mit «Sänfte» (Niederflur-Mittelteil)

Am 11. Juli 1881 nahm ein Pferde-Omnibus, im Volksmund «Rösslitram» genannt, den Betrieb auf. Nach einem festen Fahrplan verband er im 20-Minuten-Takt den Badischen Bahnhof (der damals am heutigen Messeplatz stand) mit dem Centralbahnhof (dem heutigen Bahnhof SBB). Auf der Strecke waren ständig 6 Wagen unterwegs. Die Fahrt von Bahnhof zu Bahnhof dauerte 22 Minuten. Das Rösslitram fuhr ohne Schienen wie ein normales Fuhrwerk auf der Strasse. Die Wagen wurden von zwei Pferden gezogen, für die Steigung am Steinenberg musste jeweils ein drittes Pferd vorgespannt werden. Gegründet wurde das Rösslitram durch den jurassischen Postfuhrhalter Heinrich Imhoff; als die Firma 1883 in Konkurs ging, übernahm Jules Settelen den Betrieb.
1892 beschloss der Grosse Rat, ein elektrisch betriebenes Tram auf Schienen einzuführen. 1895 nahm das erste Tram seinen Betrieb auf. Dies führte zur Einstellung des Rösslitrams. Betreiber des elektrischen Trams waren die Basler Strassen-Bahnen (BStB), ein eigens geschaffener Staatsbetrieb. Das Basler Tram war damit die erste von öffentlicher Hand betriebene Strassenbahn der Schweiz. Die erste Tramlinie verband wiederum die beiden Bahnhöfe (via: (alter) Badischer Bahnhof – Mittlere Brücke – Eisengasse – Marktplatz – Gerbergasse – Aeschenplatz – Centralbahnplatz).
1897 wurde als erste Vorortsgemeinde Birsfelden an das wachsende Tramnetz angeschlossen.
1900 wurde mit der Anbindung von St. Ludwig (heute St. Louis) die erste grenzüberschreitende Tramlinie eröffnet.
1930 wurde das Tramnetz durch Autobuslinien ergänzt, 1941 kamen Trolleybusse dazu.
1946 führte ein neues Organisationsgesetz zur kompletten Reorganisation des Unternehmens. Der Grosse Rat erhielt umfassende Kompetenzen. Die Basler Strassen-Bahnen wurden in die heutige Bezeichnung umbenannt.
Am 24. April 1947 ereignete sich am Aeschenplatz der bisher schwerste Unfall in der Geschichte der Bahn, seit Bestehen bis zur heutigen Zeit. Dabei kamen sechs Menschen ums Leben, und 47 Personen wurden verletzt.
1948 kamen die ersten modernen Vierachsmotorwagen in Verkehr. Die Autofahrer störten sich an den Trams auf den Strassen. So ergriffen 1955 die Automobilverbände das Referendum gegen einen Kredit für neue Tramwagen. Der heftig geführte Abstimmungskampf bildete den Höhepunkt in ihrem Kampf gegen die Strassenbahn. Ihr erklärter Wille war es, das Tram aus den Strassen von Basel zu verbannen. In der Volksabstimmung wurde der Tram-Kredit mit 19'631 Ja zu 16'152 Nein angenommen. So konnten der Bestellung von neuen Trolley- und Autobussen noch vier Vierachsmotorwagen angehängt werden.
Die Strassenbahnlinie Schützenhaus – Johanniterbrücke – Badischer Bahnhof wurde 1966 auf Autobus und zwei Jahre später auf Trolleybus umgestellt.
1967 wurde der erste Billettautomat aufgestellt, und seit 1970 verkehren alle Trams und Busse ohne Billeteure (Schaffner). 1979 ging die erste rechnergestützte Betriebsleitzentrale in Betrieb.
Von 1997 bis 1999 wurden die 28 Gelenkmotorwagen des Typs Be 4/6 mit einem Niederflur-Mittelteil ausgestattet. Dies erhöhte nicht nur die Kapazität, sondern machte sie auch zu den ersten Basler Trams mit einem (teilweisen) Niederflur-Einstieg. Obwohl rein technisch nicht korrekt, wurden sie wegen des Erscheinungsbilds im Volksmund «Sänfte» genannt.
Am 10. Februar 2001 nahm mit dem ersten Tram des Typs Combino das erste durchgängig niederflurige Tram den fahrplanmässigen Betrieb auf.
Nachdem die Finanzkontrolle des Kantons Basel-Stadt vereinzelte Nichteinhaltungen kantonaler Gesetze und Verordnungen, Kompetenzüberschreitungen bei Auftragsvergaben und Auszahlungen sowie mangelnde Sensibilität punkto Personalanstellungen bemängelt hatte, kam es im Dezember 2013 zu personellen Änderungen. Der Präsident des Verwaltungsrats Martin Gudenrath trat zurück. Der Präsident des Verwaltungsratsausschusses Finance & Compliance, Dominik Egli, wurde nicht wiedergewählt, und dem BVB-Direktor Jürg Baumgartner wurde fristlos gekündigt. Paul Blumenthal wird neuer Präsident des Verwaltungsrats, Erich Lagler übernimmt am 1. November 2014 die Leitung der BVB als Direktor. Das Urteil des Basler Strafgerichts gegen die ehemalige Führung wird voraussichtlich am 30. September oder 1. Oktober 2021 erwartet.
Im Dezember 2014 begann die Serienauslieferung der neuen Flexity-Basel-Trams von Bombardier. Nach Auslieferung der 61 langen Flexity-Trams (43 m) folgen ab 2017 17 kurze Flexity-Trams (32 m).
Ende 2015 war die Serienauslieferung der 55 neuen Gelenkbusse des Typs CITARO 530 EURO VI der Marke Mercedes-Benz abgeschlossen. Die neuen Busse verkehren – wie die Flexity-Trams – im neuen, dunkleren BVB-grün. Sämtliche Combinos werden ab 2018 im Rahmen ihrer Hauptrevision ebenfalls mit dem neuen BVB-grün ausgestattet.
Ende 2017 verfügt die BVB europaweit über eine der modernsten Fahrzeugflotten. Im Regelbetrieb sind ab dann sämtliche Fahrzeuge 100 % niederflurig.
Am 29. März 2021 wurde als Testbetrieb in einem Linienbus ein aktives Desinfektionssystem auf der Basis von Wasserstoffperoxid installiert. Damit beabsichtigt die BVB u. a. das Risiko einer Ansteckung mit dem Coronavirus zu reduzieren. Der Test wurde später eingestellt.
Bis ins Jahr 2027 soll die Busflotte ausschliesslich aus Elektrobussen bestehen. Seit Herbst 2023 besteht bereits die Hälfte der Busflotte der BVB aus Fahrzeugen, die mit Elektroantrieb betrieben werden. Dabei handelt es sich um 19 Normalbusse, 38 Gelenk- (ECitaros von Mercedes-Benz) und 8 Doppelgelenkbusse (Carrosserie HESS AG). Letztere kommen ausschliesslich auf der stark frequentierten Linie 50 zum Einsatz, die zwischen dem Bahnhof SBB und dem EuroAirport verkehrt.

### Tram

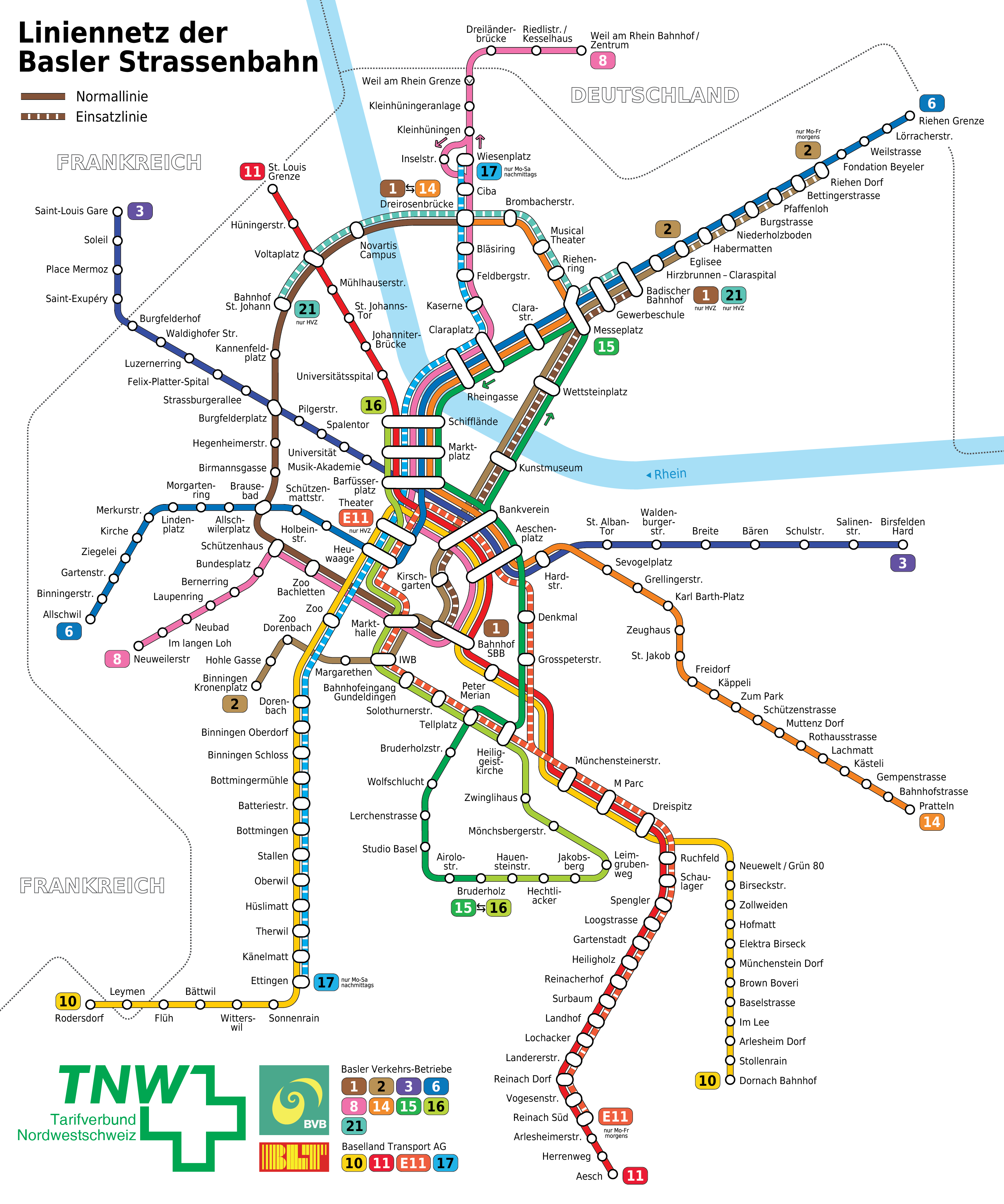
Liniennetzplan der Strassenbahn Basel

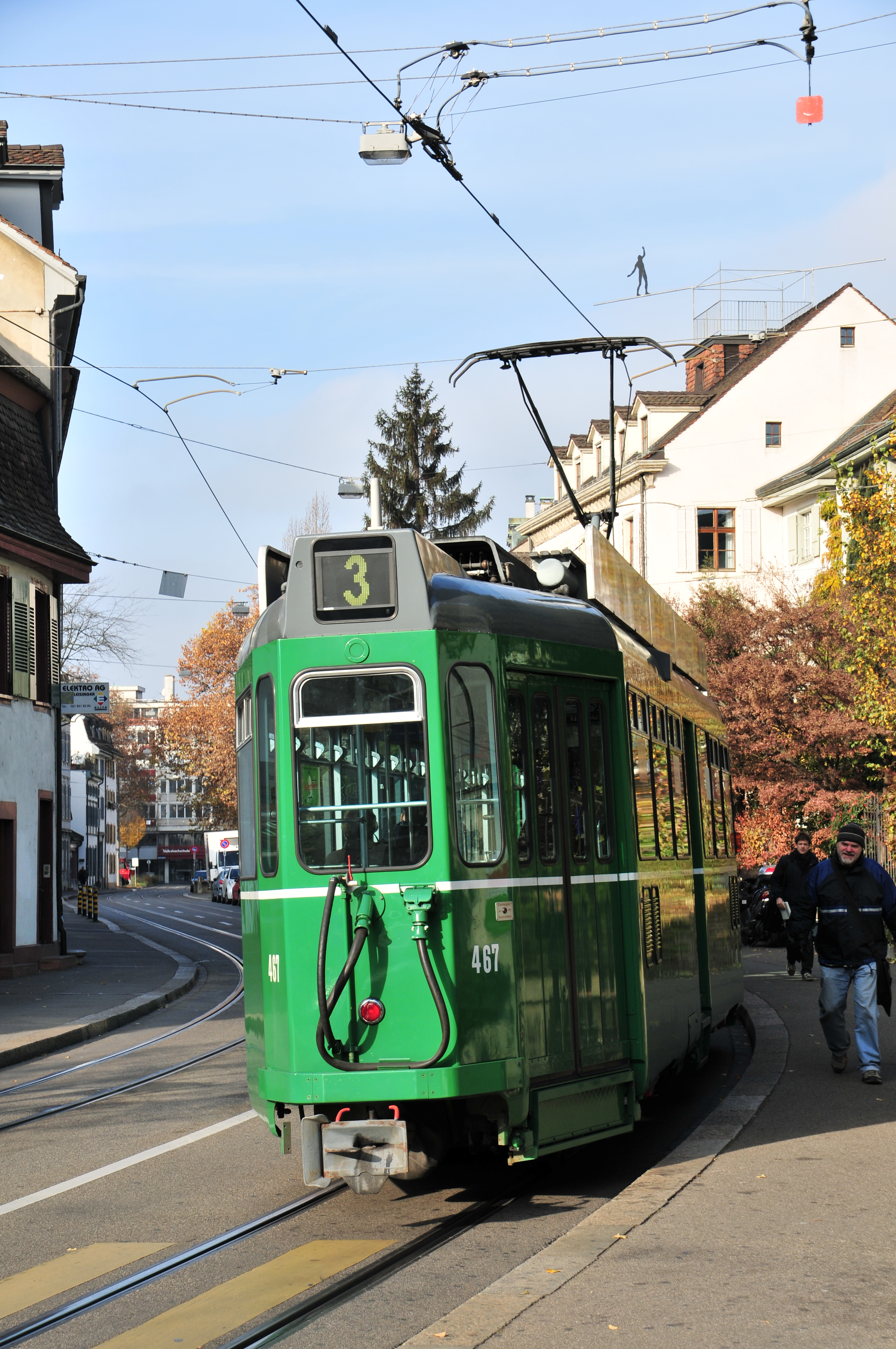
Tram der Linie 3, Haltestelle Musik-Akademie

## Linien
In der Stadt Basel existieren dreizehn Tram- und fünfzehn Autobuslinien, wobei aber vier Tram- und zwei Autobuslinien durch die BLT (die im Kanton Basel-Landschaft weitere Buslinien betreibt) geführt werden. Die Linien erschliessen Basel sowie dessen unmittelbare Agglomerationsgemeinden. An Werktagen fährt in der Regel alle 7½ Minuten ein Tram oder Bus, auf mässig frequentierten Linien, generell abends oder am Wochenende, wird im 10- oder 15-Minuten-Takt gefahren. Dieser Takt besteht seit 1999.

### Autobus

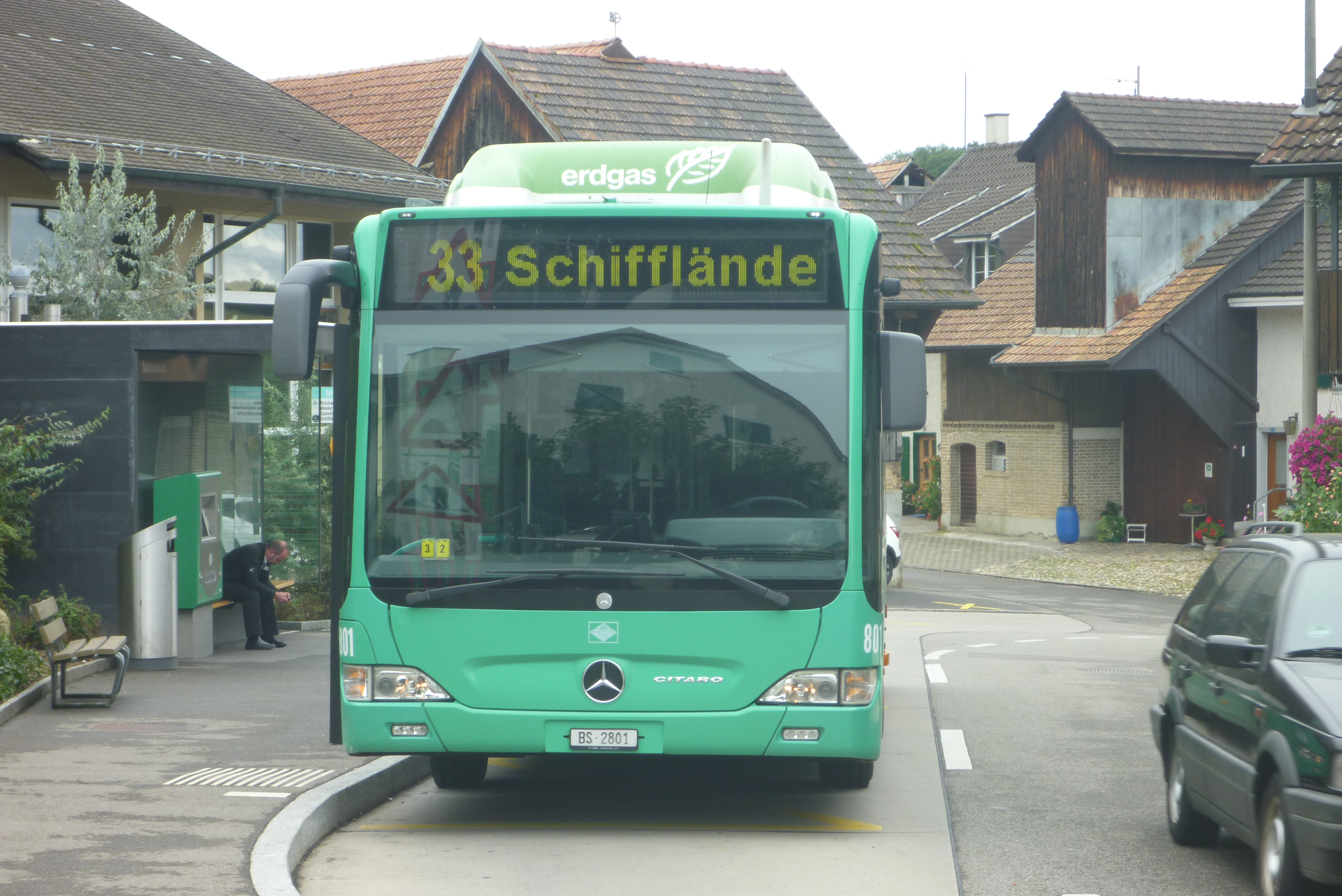
Mercedes-Benz Citaro CNG mit Erdgasantrieb der Linie 33 in Schönenbuch (2017)

Seit dem Fahrplanwechsel am 9. Dezember 2018 betreiben die Basler Verkehrs-Betriebe 13 Buslinien:
| Linie | Strecke | Stationen | Takt in min     | Letzte Neuerung   |
| ----- | --- | --------- | --------------- | ----------------- |
| 30    | Bahnhof SBB – Badischer Bahnhof                                                                            | 14        | 7–8             | 11. Dezember 2003 |
| 31    | (Bachgraben –) Claraplatz – Riehen Otto Wenk-Platz                                                         | 11 (23)   | (15 nur HVZ) 15 | 11. Dezember 2022 |
| 32    | Riehen Rotengraben – Riehen Dorf -Bettingen Chrischonaklinik                                               | 19 / 20   | 15              | 11. Dezember 2003 |
| 33    | Schifflände – Wanderstrasse - (Allschwil Letten-) Schönenbuch Dorf                                         | 25        | 15–30           | 11. Dezember 2003 |
| 34    | Bottmingen Schloss – Riehen Otto Wenk-Platz (– Riehen Bahnhof)                                             | 26 (33)   | 7–8 (15)        | 11. Dezember 2022 |
| 35    | Riehen Habermatten - Riehen Bahnhof – Inzlingen Zoll                                                       | 17        | 30              | 12. Dezember 2021 |
| 36    | Schifflände – Kannenfeldplatz - Neubad - Basel St. Jakob - Badischer Bahnhof - Lange Erlen – Kleinhüningen | 36        | 7–8             | 12. Dezember 2021 |
| 38    | Bachgraben – Schifflände - Grenzach - Wyhlen Siedlung (D)                                                  | 34        | 15              | 9. Dezember 2017  |
| 42    | Bahnhof SBB – Tinguely Museum - Riehen Habermatten - Bettingen Dorf                                        | 18        | nur HVZ: 15     | 9. Dezember 2017  |
| 45    | Riehen Habermatten – Riehen Bahnhof - Riehen Chrischonaweg                                                 | 19        | 30              | 15. August 2005   |
| 46    | (Muttenz Bahnhof –) Badischer Bahnhof – Erlenmatt – Kleinhüningen                                          | 6 (16)    | (15 nur HVZ) 15 | 12. Dezember 2021 |
| 48    | Bachgraben – Schützenhaus - Bahnhof SBB                                                                    | 13        | 15              | 13. Dezember 2009 |
| 50    | Bahnhof SBB – EuroAirport                                                                                  | 9         | 7–8             | 9. Dezember 2017  |

#### Nachtangebot
Seit dem Fahrplanwechsel im Dezember 2023 bietet die BVB ein ausgebautes Nachtangebot an. Gab es früher spezielle Nachtnetz-Linien, verkehren die Trams und Busse nun in den Nächten von Freitag auf Samstag und Samstag auf Sonntag nach einem speziellen Fahrplan auf den normalen Linien (analog Tagesbetrieb). Dabei verkehren die Trams und Busse bis zu dreimal stündlich.

### Besonderheiten auf dem Netz
Linie 38 – Gemeinschaftslinie mit der SBG: Per 14. Dezember 2008 wurde im Rahmen der Zusammenarbeit mit der Südbadenbus GmbH die Linie 38 bis Grenzach-Wyhlen verlängert.
Linie 39 – Schulbus Bäumlihof: Der Schulbus Bäumlihof stellte eine Direktverbindung zwischen dem Kleinbasel und dem Gymnasium Bäumlihof in Riehen her. Auf der früheren Einsatzlinie verkehrte jedoch zuletzt lediglich noch ein Kurs pro Tag und Richtung. Ungeachtet dessen wurde der Schulbus als eigenständige Linie mit eigener Linienbezeichnung geführt. Sie wurde am 2. Juli 2021 eingestellt.
Linie 52 – Projekt Hotel-Shuttle: Im Jahr 2006 wurde die Buslinie 52 lanciert, die den Badischen Bahnhof mit dem EuroAirport verbinden sollte. Die auf dieser Linie eingesetzten Standardbusse dienten zugleich als Zubringer und Abholer zu Hotels, weshalb die Linie 52 auch «HotelShuttle» genannt wurde. Jedoch entsprach die Nachfrage nicht den Erwartungen, und so wurde der Betrieb zum 10. April 2007 wieder eingestellt.
Linie 55 – Ehemalige Gemeinschaftslinie mit der SWEG: Seit 1999 bestand in Zusammenarbeit mit der SWEG die Linie 55 Claraplatz – Badischer Bahnhof – Grenze Basel/Weil-Otterbach – Grün 99 – Weil am Rhein – Haltingen – Binzen – Schallbach – Kandern. Die Bestimmungen des TNW gelten bis zur Haltestelle Otterbach Grenze. Grenzüberschreitend gelten die Richtlinien des RVL. Mit Inbetriebnahme der Verlängerung der Tramlinie 8 bis zum Bahnhof Weil am Rhein im Jahr 2014 endete die Förderung der Buslinie 55 durch den Kanton Basel-Stadt und damit die Beteiligung der BVB. Die Linie wird seitdem allein durch die SWEG betrieben. Am Fahrplan änderte sich dadurch nichts.
Velofreundliches Gleis: An der Haltestelle Bruderholzstrasse gibt es seit Ende November 2021 Schienen mit Gummifüllung, die verhindern sollen, dass Radfahrer in die Rille geraten und stürzen. Sie werden bis Ende 2022 getestet. Allerdings können sie von manchen Schienenfahrzeugen nicht befahren werden, die zu leicht sind, um den Gummi in die Rille zu pressen.

### Streckenunterhalt
Das stark befahrene Netz der BVB muss regelmässig unterhalten und saniert werden, insbesondere der hoch belastete Abschnitt durch die Grossbasler Innenstadt. So musste 2006 der Steinenberg mit der Abzweigung in die Theaterstrasse einer Totalsanierung unterzogen werden. Dies führte zur Sperrung der kompletten Strecke durch die Innenstadt und zu grossräumigen Umleitungen der betroffenen Linien. Grossflächige und länger andauernde Sanierungen erfolgen, wenn immer möglich, jeweils während der Sommerferienzeit, die von Anfang Juli bis Mitte August dauert.

### Tarifverbund
1975 schuf die BVB zusammen mit der Birsigtalbahn, die später in der BLT aufging, einen Tarifverbund. Dies markierte den ersten Schritt zum 1979 eingeführten Tarifverbund Basel. Das Fundament war das Basler Regio Billet, gültig auf den Linien der BVB, BLT, Autobus AG Liestal, Waldenburgerbahn (ohne Dampfzüge), PTT und auf Streckenabschnitten der SBB. Mit der Basler Personenschifffahrtsgesellschaft (BPG) war nur eine Fahrt möglich.
1984 lancierten die BVB und die BLT das günstige Umweltschutzabonnement, kurz U-Abo genannt, und erlangten damit grosse internationale Beachtung, stiegen doch ihre Frequenzen innert Jahren um 25 Prozent. 1987 realisierte man schliesslich den Tarifverbund Nordwestschweiz (TNW), an dem ausser BVB und BLT auch SBB, PTT, Waldenburgerbahn, die Autobus AG Liestal und der Stadtbus Rheinfelden beteiligt sind. Dieser umfasst auch die jurassische Gemeinde Ederswiler, die aargauischen Bezirke Rheinfelden und Laufenburg sowie die ehemaligen Gemeinden Hottwil und Effingen des Bezirks Brugg.

### Rollmaterial
Im Januar 1995 wurde auf den Linien 36 und 37 ein Mercedes-Benz-Erdgasbus getestet – als Pilotprojekt für mit Erdgas betriebene Linienbusse. Der Kantonsrat beschloss den Kauf von insgesamt zwölf Erdgasbussen der Baureihe Mercedes-Benz O 405 N2 CNG, die die Wagennummern 801–812 erhielten.
Ab Ende der 1990er Jahre wurden einige Strassenbahn-Gelenkmotorwagen sowie Anhänger mit einem Niederflur-Mittelteil (Sänfte) ausgestattet. Damit war stufenloses Einsteigen auf den Linien 3, 6 und 8 möglich. Das neue, hellere Grün und das neue BVB-Logo hielten Einzug, und seit 2000 fahren auf allen Buslinien klimatisierte Niederflurbusse.

### Die Combino-Krise

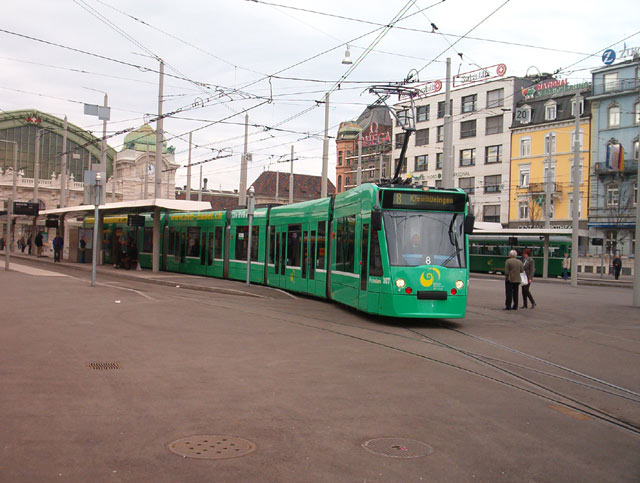
Combino Be 6/8 vor dem Bahnhof SBB

2001 wurden die ersten neuen, 43 Meter langen, klimatisierten Combino-Niederflurtrams von Siemens in Betrieb genommen. Siemens hatte weltweit verschiedene Städte mit dem Schienenfahrzeugtyp Combino beliefert. Im Sommer 2003 machten sich Risse in Wagenkästen bemerkbar, so dass der Fahrzeughersteller anordnete, die Mehrheit der Combino-Trams aus Sicherheitsgründen aus dem Verkehr zu ziehen und technisch zu überprüfen. Nach ersten Notfallreparaturen konnten bis zum Herbst 2004 wieder alle Trams eingesetzt werden. Als Ursache ermittelte Siemens schwere Fehler in der Konstruktion der Fahrzeuge. Ab Ende 2005 wurde die ganze Combino-Flotte bei Siemens saniert. Das Fehlen der Combinos machte sich überaus negativ bemerkbar. Die BVB litten unter einem akuten Mangel an Schienenfahrzeugen und waren gezwungen, wieder ihre alten Tramwagen zu reaktivieren. Da viele alte Motorwagen jedoch mittlerweile auf dem Netz der Strassenbahn Belgrad verkehrten, mussten die BLT für ihr Partnerunternehmen in die Bresche springen und für die städtischen Linien Fahrzeuge zur Verfügung stellen. Es mussten auch 50-jährige Fahrzeuge wieder im Regelbetrieb eingesetzt werden. Zudem konnten die BVB ausrangierte Tramzüge von den SVB Bernmobil ausleihen, die per Lastwagen von Bern nach Basel transportiert wurden.
Am 22. Dezember 2006 wurde der erste von Siemens überarbeitete Combino, der Wagen Nummer 310, zurück nach Basel transportiert. Da es sich bei den sanierten Fahrzeugen faktisch um einen Neubau handelt, gilt der 310 als Prototyp der Baureihe. Mit ihm wurden vorerst nur Leer- bzw. Versuchsfahrten durchgeführt. Mit der Ablieferung des letzten BVB-Combinos am 19. Dezember 2009 konnte die Sanierung erfolgreich abgeschlossen werden.

## Rollmaterial

### Autobus
- Autobusse: 32

801–810 (Bj. 2008), Mercedes-Benz Citaro CNG
821+822+828 (Bj. 2000/2001), MAN NL 313 (A21)
8101–8119 (Bj. 2022/2023), Mercedes-Benz E Citaro
- Gelenkbusse: 91

759–764+767+784 (Bj. 1999–2001), MAN NG 353 (A23)
701–720 (Bj. 2008), Mercedes-Benz Citaro G CNG
721–728 (Bj. 2010), Mercedes-Benz Citaro G CNG
7001–7055 (Bj. 2015), Mercedes-Benz Citaro C2 G
- Doppelgelenkbusse: 8

9101–9108 (Bj. 2022), Hess LighTram 25 OPP
- Kleinbusse: 8

861+863+864 (Bj. 2009), Auwärter Citystar
8601–8605 (Bj. 2018), Kutsenits City VIII
- Oldtimer: 1

Autobus 2, Bj. 1930

## Trivia
Das Stadtcasino Basel und vor allem dessen Musiksaal liegt am Steinenberg. Schon seit Jahren beschwerten sich die Besucher von Musikveranstaltungen, namentlich von Klassischen Konzerten, über immer wieder auftretende Vibrationen und störende Geräusche. Wie nun festgestellt wurde, rührte beides von den ab Bankenplatz den Steinenberg zum Barfüsserplatz herabfahrenden Strassenbahnzügen. Den Verantwortlichen des Stadt Casino gelang es, die Obrigkeit der Stadt und die Verantwortlichen bei den BVB von diesen untragbaren Zuständen zu überzeugen. Es wurde gehandelt. Die BVB installierten eine spezielle Casino Signalanlage, welche nur während Konzerten eingeschaltet wurde. Sie zeigte den Wagenführern an, dass der Steinenberg nur mit einer V max. von 15 km/h befahren werden darf. Bei den Sanierungsarbeiten, die vom 3. Juli bis zum 14. August 2006 dauerten, wurden dann Teile der Gleisanlagen auf 750 spezielle Feder-/Schalldämmelemente verlegt.